# Jan Snellebrand
Jan Anthonie Snellebrand (Amsterdam, 3 november 1891 - aldaar, 3 augustus 1963) was een Nederlands architect.

## Leven
Snellebrand werd geboren als zoon van Jan Antonie Snellebrand en Wijnanda Vorstman. Hij was ongehuwd.

## Opleiding en carrière
Snellebrand volgde een opleiding aan het Instituut voor Kunstnijverheidsonderwijs in Amsterdam van 1910 tot 1914. 
Daarna ging hij samenwerken met A. Eibink in een gezamenlijk architectenbureau tot na de Tweede Wereldoorlog. Zijn bureau was achtereenvolgend gevestigd op de Jacob van Lennepkade 66,  in de Helmersstraat 115 en  op de Overtoom 249a (woning J.A. Snellebrand). Behalve woningen ontwierpen zij ook meubels. Tevens was hij de ontwerper van het omslag van het Wendingen nummer 6-7 in 1927 (De Architectuur in Plan West in Amsterdam). Na de Tweede Wereldoorlog werd Snellebrand docent aan de Academie van Bouwkunst in Amsterdam, en later van 1951 tot 1961 werd hij daar directeur.

## Bouwwerken
Onvolledige lijst van bouwwerken van Jan Snellebrand. Bonas Archiwijzer spreekt van 85 werken.
| Bouw      | Naam                                 | Plaats                               | Bijzonderheden | Afbeelding |
| --------- | ------------------------------------ | ------------------------------------ | -------------- | ---------- |
| 1916-1917 | Landhuis de Tweelingen               | Matthijssenhoutweg, Blaricum         |                |            |
| 1921      | Woonhuis Smorenberg                  | Horndijk 3, Loosdrecht               |                |            |
| 1921      | Atelierwoning De Hooge Wilgen        | Nieuwe Loosdrechtsedijk, Loosdrecht  |                |            |
| 1930-1932 | Schoolgebouw De Neutrale Volksschool | Kasteellaan 86, Meezenbroek, Heerlen |                |            |
| 1930-1933 | VARA-studio                          | Hilversum                            |                |            |